# Athena (Rakete)

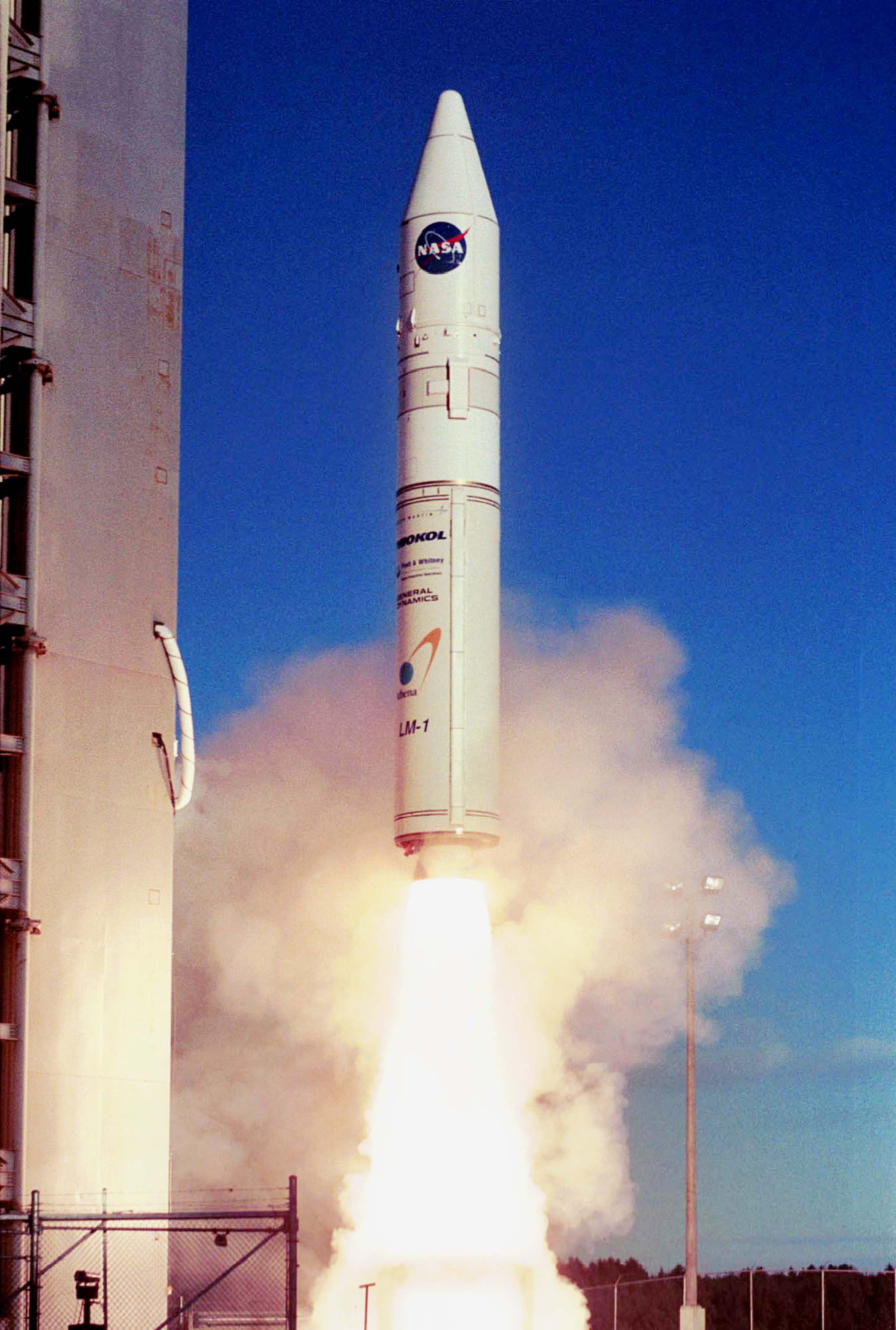
Athena 1

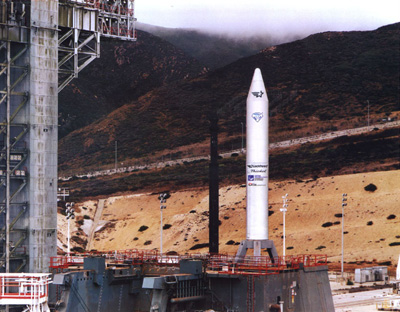
Athena-1 Gemstar

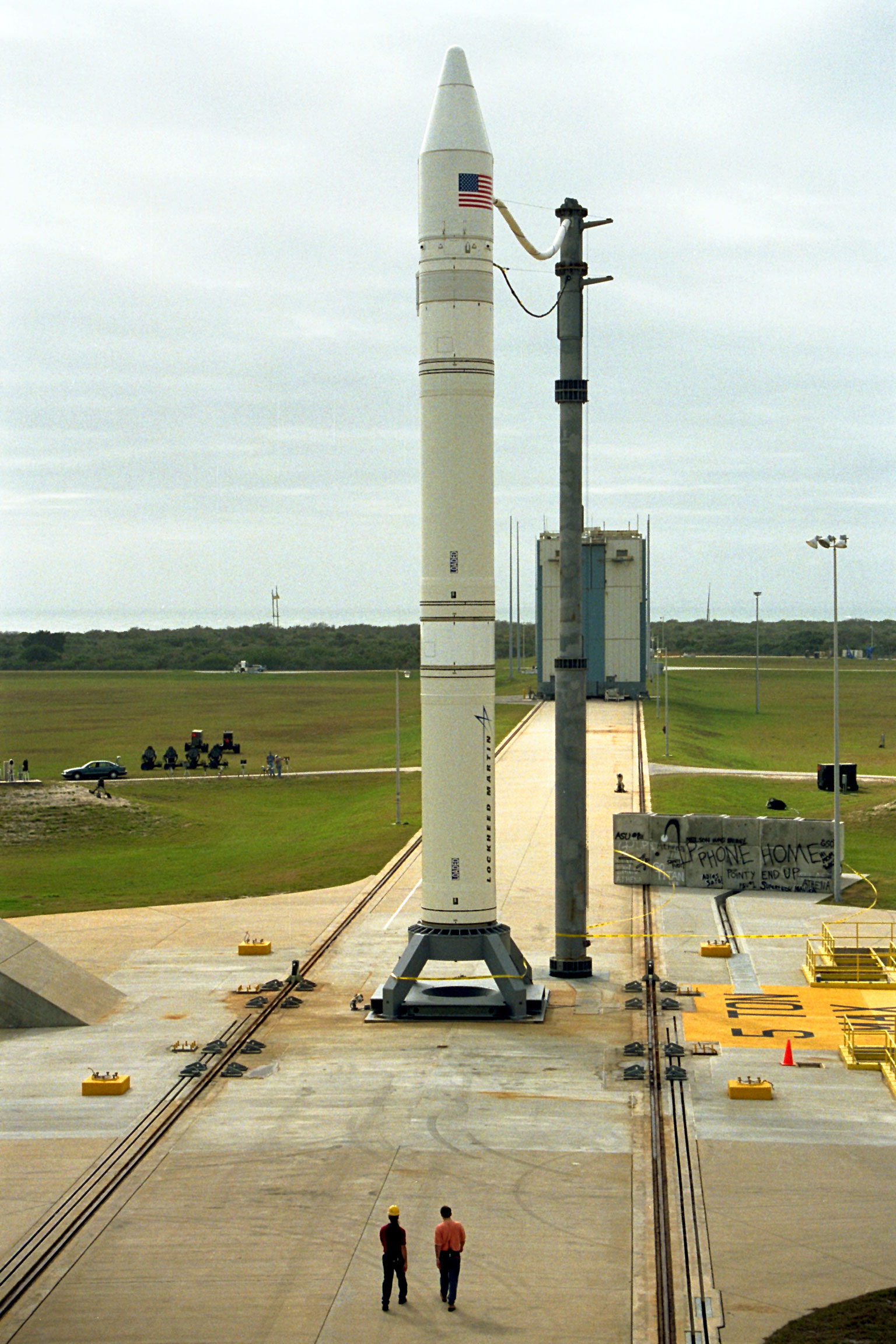
Athena 2

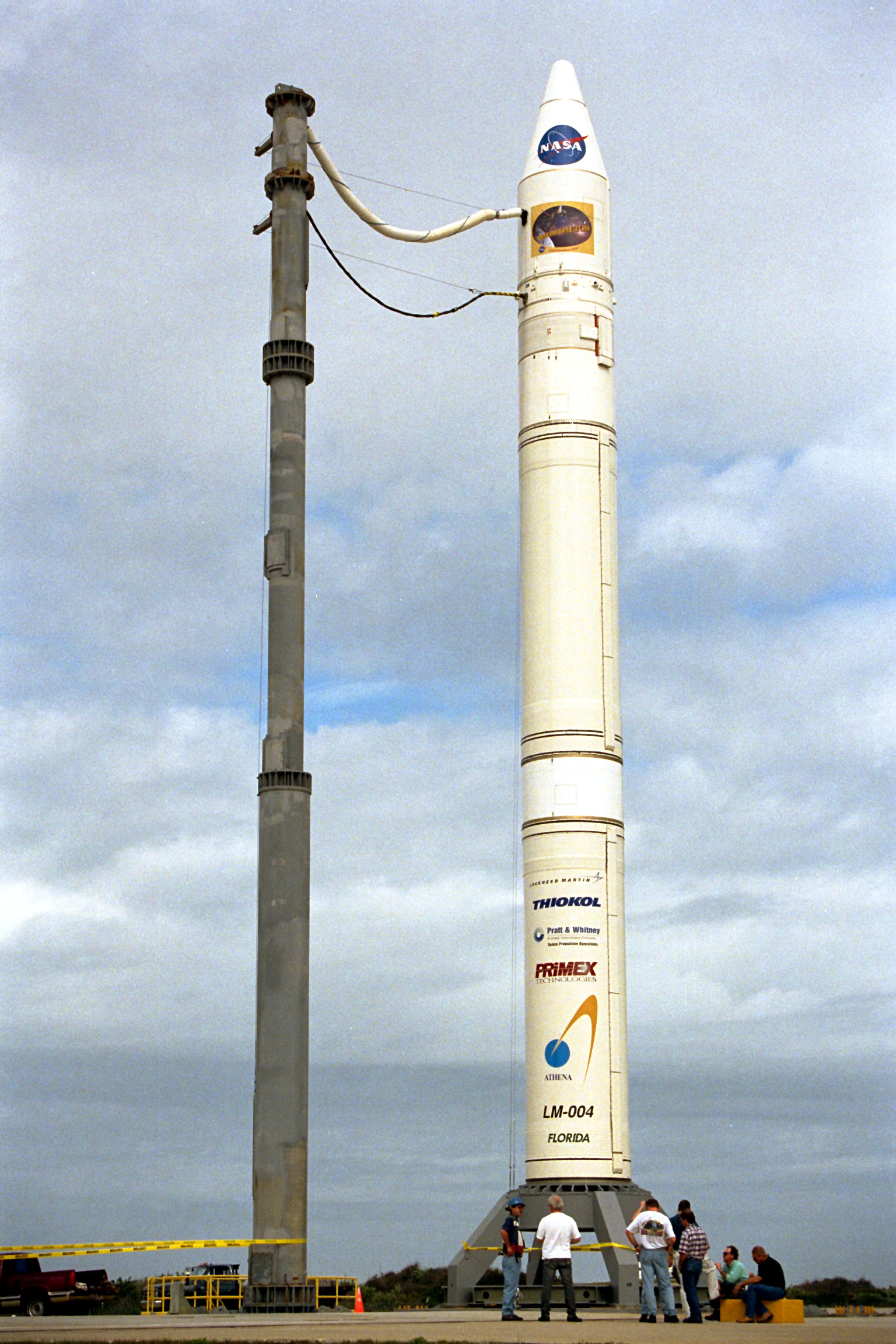
Athena-2 mit Lunar Prospector

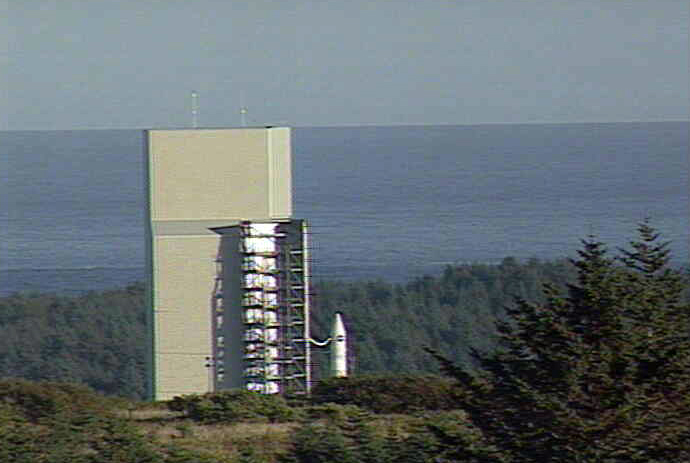
Athena-1-Start von Kodiak Island

Die Athena (ursprünglich als LLV (Lockheed Launch Vehicle) und LMLV (Lockheed Martin Launch Vehicle) bezeichnet) war eine US-amerikanische Trägerrakete für kleine bis mittlere Nutzlasten. Sie wurde auf der Basis des Castor-120-Triebwerks entwickelt, der eine zivile Ableitung der Erststufe der Peacekeeper-Interkontinentalrakete war.

## Einsatz
Insgesamt sieben Flüge fanden von 1995 bis 2001 statt. Die ersten beiden Missionen fanden noch unter den ursprünglichen Bezeichnungen LLV bzw. LMLV statt, bevor der Name Athena für das Programm eingeführt wurde. Die Athena-Rakete hatte nur einen geringen kommerziellen Erfolg, so dass die Produktion eingestellt wurde. Am 25. März 2010 wurde von den Raumfahrtunternehmen Lockheed Martin und Alliant Techsystems (ATK) die Neuauflage des Trägerraketen-Programm „Athena“ bekannt gegeben. Die Unternehmen planten dabei zwei Versionen der „Athena“, die Athena 1c mit 740 kg Nutzlast und die Athena 2c mit 1712 kg Nutzlast. Die Unternehmen begründeten ihren Wiedereinstieg mit einem gewachsenen Markt. Des Weiteren sollten die Produktionskosten gegenüber den ersten Athena-Versionen niedriger sein. Die Pläne wurden inzwischen aufgegeben.

## Versionen

### Athena 1
Die Athena 1 bestand aus einem Castor-120-Raketenmotor, einem Orbus-21D-Raketenmotor und einer mit Flüssigtreibstoff angetriebenen Oberstufe. Diese Konfiguration konnte 795 kg in einen niedrigen Orbit transportieren. Insgesamt vier Raketen dieses Typs wurden gestartet, drei davon erfolgreich. Startorte waren Cape Canaveral AFS, Vandenberg AFB und Kodiak Launch Complex.

### Athena 1c
Die zweistufige Athena 1c basiert auf dem Konzept der Athena 1. Für die erste Stufe wird weiterhin ein Castor-120-Raketenmotor eingesetzt. Für die zweite Stufe wird der neu entwickelte Castor-30-Raketenmotor genutzt. Die Nutzlast soll 740 kg betragen.

### Athena 2
Die Athena II ergänzte die Konfiguration der Athena I um einen weiteren Castor-120-Raketenmotor. In dieser Konfiguration konnten 1985 kg in eine niedrige Umlaufbahn gebracht werden. Die Athena II wurde dreimal gestartet, davon zwei erfolgreich. Nutzlasten waren die Mondsonde Lunar Prospector sowie zwei IKONOS-Erderkundungssatelliten. Startorte waren Cape Canaveral und Vandenberg.

### Athena 2c
Bei der dreistufige Athena 2c wird die Konfiguration der Athena 1 um eine weitere Castor-120-Raketenmotor ergänzt. In dieser Konfiguration können 1712 kg in eine niedrige Umlaufbahn gebracht werden.

### Athena 3
Eine mit zwei bis sechs zusätzlichen Feststoff-Boostern verstärkte Version der Athena 2 war zwar geplant, wurde jedoch nie eingesetzt.

## Startliste
Dies ist eine vollständige Startliste der Athena-Rakete.
| Lfd. Nr. | Startdatum Uhrzeit (UTC) | Typ               | Ser.-Nr. | Startplatz | Nutzlast                              | Art der Nutzlast                     | Nutzlast in kg (brutto 1) | Orbit 2    | Anmerkungen                                     |
| -------- | ------------------------ | ----------------- | -------- | ---------- | ------------------------------------- | ------------------------------------ | ------------------------- | ---------- | ----------------------------------------------- |
| 1        | 15. August 1995 22:30    | Athena 1 (LLV I)  | DLV      | Va SLC-6   | GemStar 1                             | Kommunikationssatellit               | 136 kg                    | LEO        | Fehlschlag Fehler in der 2. Stufe               |
| 2        | 23. August 1997 06:51    | Athena 1 (LMLV I) | LM-2     | Va SLC-6   | Lewis (SSTI 1)                        | Erdbeobachtungssatellit              | 288 kg                    | SSO        | Erfolg                                          |
| 3        | 7. Januar 1998 02:28     | Athena 2          | LM-4     | CC LC-46   | Lunar Prospector                      | Mondsonde                            | 295 kg                    | Fluchtbahn | Erfolg                                          |
| 4        | 27. Januar 1999 00:34    | Athena 1          | LM-6     | CC LC-46   | ROCSAT 1                              | Taiwanischer Erdbeobachtungssatellit | 402 kg                    | SSO        | Erfolg                                          |
| 5        | 27. April 1999 18:22     | Athena 2          | LM-5     | Va SLC-6   | IKONOS-1                              | Erdbeobachtungssatellit              | 726 kg                    | SSO        | Fehlschlag Nutzlastverkleidung nicht abgetrennt |
| 6        | 24. September 1999 18:21 | Athena 2          | LM-7     | Va SLC-6   | IKONOS                                | Erdbeobachtungssatellit              | 726 kg                    | SSO        | Erfolg                                          |
| 7        | 30. September 2001 02:40 | Athena 1          | LM-1     | KLC LP-1   | Starshine 3, PICOSat, PCSat, SAPPHIRE | vier Mikrosatelliten                 | 184 kg                    | LEO        | Erfolg                                          |